# 석우
석우(1984년 3월 15일 ~ )는 대한민국의 만화가로, 본명은 정석우이다. 조선대학교 만화 애니메이션학부를 졸업하였다.

## 작품
- 《향수》
- 《17살, 그 여름날의 기적》
- 《오렌지 마말레이드》
- 《2015 사이》
- 《하나의 하루》
- 《노답 소녀》